# Ludwig Spätling

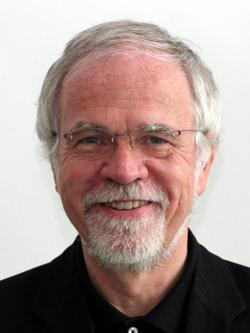
Ludwig Spaetling (2014)

Ludwig Spätling (* 21. Juni 1949 in Duisburg) ist ein deutscher Frauenarzt und emeritierter außerplanmäßiger Professor an der Ruhr-Universität Bochum.

## Leben
Spätling wurde am 21. Juni 1949 in Duisburg geboren. Er studierte in Marburg Medizin, nach der Promotion 1974 begann er seine Facharztausbildung an der Universitäts-Frauenklinik. An der Frauenklinik des Universitätsspital Zürich wurde diese beendet, wo er zunächst als Postdoktorand im dortigen perinatalphysiologischen Labor arbeitete. Die mehrjährige oberärztlicher Tätigkeit in Zürich setzte er an der Universitäts-Frauenklinik der Ruhr-Universität Bochum fort, wo er sich auch 1988 habilitierte und 1993 zum außerplanmäßigen Professor ernannt wurde. 1997 wurde er zum Direktor der Frauenklinik am Klinikum Fulda berufen.
Neben Forschungen zur Physiologie des Eierstockes und der Situation von Herz, Kreislauf und Lunge in der Schwangerschaft sind seine Forschungsschwerpunkte die Entstehung, Diagnostik und Therapie der drohenden Frühgeburt. Die hieraus entstandenen Verfahren pulsatile Bolus-Tokolyse und Magnesium-Substitution in der Schwangerschaft haben weite Verbreitung gefunden. Er optimierte auch Nahttechniken, mit denen es gelingt, lebensbedrohliche nachgeburtliche Blutungen zu stoppen. Seine Untersuchungen wurden von 1983 bis 2002 durch Schweizerischer Nationalfonds und Deutsche Forschungsgemeinschaft gefördert.
Zur Vermittlung von „Geburts- und Familienvorbereitung“ gründete er zunächst eine „Familienschule Fulda“ in Fulda und im Jahr 2000 die Deutsche Familienstiftung.
Seit 2009 ist er Ratsmitglied des „Frankfurter Zukunftsrates“.
Im Jahr 2020 veröffentlichte er das Handbuch Geburts- und Familienvorbereitung.

## Veröffentlichungen (Auswahl)
- Untersuchungen über den Stoffwechsel follikeltragender Ovarien von Mensch und Rind unter gonadotroper Stimulation, durchgeführt am Modell der isolierten in vitro-Perfusion. Inauguraldissertation, Universität Marburg, 1974.
- Kardiopulmonale Adaption der Frau an die Schwangerschaft. Untersuchungen in Ruhe und unter Belastung. Habilitationsschrift, Ruhr-Universität Bochum, 1988.
- mit F. Fallenstein, A. Huch, R. Huch und G. Rooth: The variability of cardiopulmonary adaptation to pregnancy at rest and during exercise. In: British Journal of Obstetrics and Gynaecology. Band 99, Supplement 8, Juli 1992, S. 1–40.
- mit Falk Fallenstein (Hrsg.): Bolustokolyse in Theorie und Praxis. Steinkopff, Darmstadt 1993, ISBN 3-7985-0929-8.
- mit E.-M. Chrzonsz, G. Niggemann Kazosi, J. Spätling – Deutsche Familienstiftung (Hrsg.).Handbuch Geburts- und Familienvorbereitung. Mabuse Verlag, Frankfurt a. M. 2020.